# Edward A. Guggenheim
Pour les articles homonymes, voir Guggenheim.
Edward Armand Guggenheim (11 août 1901 à Manchester – 9 août 1970 à Reading (Berkshire)) est un thermodynamicien anglais et professeur de chimie à l'université de Reading.

## Éducation
Guggenheim est éduqué à Charterhouse School et il poursuit son doctorat à l'université de Cambridge. 

## Carrière
Guggenheim est connu pour sa publication, en 1933, de Modern Thermodynamics by the Methods of Willard Gibbs, une étude détaillée de 206 pages avec texte, schémas, index et préface par F. G. Donna, montrant comment les méthodes thermodynamiques analytiques développées par Willard Gibbs mènent proprement à des relations entre phases, constantes, solutions, systèmes et lois, qui sont exactes et sans ambiguïté. Ce livre, avec Thermodynamics and the Free Energy of Chemical Substances publié en 1923 par Gilbert N. Lewis et Merle Randall, est considéré comme fondateur de la science moderne de la thermodynamique chimique.
En 1939, Guggenheim rédige avec Ralph H. Fowler Statistical Thermodynamics.
En 1949, Guggenheim publie Thermodynamics – an Advanced Treatment for Chemists and Physicists, traduit en français en 1965. Dans sa préface, il affirme qu'aucun livre de thermodynamique écrit avant 1929 ne fait ne serait-ce qu'essayer de rendre compte de : 
- la définition moderne de la chaleur donnée par Max Born en 1921 ;
- la théorique quantique de l'entropie des gaz et sa vérification expérimentale ;
- les formules de Debye pour les coefficients d'activité des électrolytes ;
- l'utilisation des potentiels électrochimiques des ions ;
- l'application de la thermodynamique aux substances diélectriques et paramagnétiques.

De 1946 à 1966, Guggenheim est professeur de chimie à l'université de Reading, puis professeur émérite de l'université. 
En 1972, le fonds en mémoire d'E. A. Guggenheim est établi par des amis et collègues. Les revenus de ce fonds sont utilisés pour fournir un prix annuel et assurer une conférence biannuelle ou trisannuelle sur un sujet de chimie ou physique d'intérêt en mémoire de Guggenheim.

## Honneurs
Guggenheim est élu Fellow of the Royal Society en 1946. Sa nomination est ainsi rédigée :
« Distingué pour ses contributions importantes à la thermodynamique et à la mécanique statistique, et pour les applications de ces branches des sciences physiques à de nombreux domaines, par exemple les solutions électrolytiques, les potentiels électrochimiques, l'énergie magnétique et électrostatique, les phénomènes de surfaces et d'interfaces, les intérieurs stellaires, les équilibres chimiques et les cinétiques de réaction, les assemblages coopératifs, la théorie des super-réseaux, etc.
Auteur de Modern Thermodynamics by the Methods of Willard Gibbs (1933). Co-auteur, avec le professeur R. H. Fowler, de Statistical Thermodynamics (1939). »